# チャトカル川
チャトカル川（チャトカルかわ、ウズベク語: Chatqol/Чатқол, キルギス語: Чаткал）はキルギスのジャララバード州およびウズベキスタンのタシュケント州を流れる河川。シルダリヤ川水系のチルチク川につながる。
長さは233km。流域面積は7,110 km ²。タラス・アラタウ山脈の南西斜面から流れ出している。
河口付近での平均流量は122 m ³ / sec、最大値は920 m ³ / secである。

## 参照項目
- チャルヴァク湖